# Силовець
Силовець (словен. Silovec) — поселення в общині Брежиці, Споднєпосавський регіон, Словенія. Висота над рівнем моря: 377,6 м.